# Gubernatorzy Marianów Północnych
Gubernator Marianów Północnych jest szefem rządu Marianów Północnych. Jest wybierany w wyborach bezpośrednich na okres 4 lat.

## Lista gubernatorów
| Osoba | Osoba                  | Osoba                                   | Kadencja         | Kadencja         | Partia polityczna        |
| #     | Portret                | Imię i nazwisko                         | Od               | Do               | Partia polityczna        |
| ----- | ---------------------- | --------------------------------------- | ---------------- | ---------------- | ------------------------ |
| 1     |                        | Carlos S. Camacho (1937–)               | 9 stycznia 1978  | 11 stycznia 1982 | Demokraci                |
| 2     |                        | Pedro P. Tenorio (1934–2018)            | 11 stycznia 1982 | 8 stycznia 1990  | Republikanie             |
| 3     |                        | Lorenzo I. De Leon Guerrero (1935–2006) | 8 stycznia 1990  | 10 stycznia 1994 | Republikanie             |
| 4     |                        | Froilan Tenorio (1939–2020)             | 10 stycznia 1994 | 12 stycznia 1998 | Demokraci                |
| 5     |                        | Pedro P. Tenorio (1934–2018)            | 12 stycznia 1998 | 14 stycznia 2002 | Republikanie             |
| 6     |                        | Juan Babauta (1953–)                    | 14 stycznia 2002 | 9 stycznia 2006  | Republikanie             |
| 7     |                        | Benigno R. Fitial (1945–)               | 9 stycznia 2006  | 20 lutego 2013   | Covenant Party (do 2011) |
| (7)   | Republikanie (od 2011) | Benigno R. Fitial (1945–)               | 9 stycznia 2006  | 20 lutego 2013   |                          |
| 8     |                        | Eloy Inos (1949–2015)                   | 20 lutego 2013   | 29 grudnia 2015† | Covenant Party (do 2013) |
| (8)   | Republikanie (od 2013) | Eloy Inos (1949–2015)                   | 20 lutego 2013   | 29 grudnia 2015† |                          |
| 9     |                        | Ralph Torres (1979–)                    | 29 grudnia 2015  | 9 stycznia 2023  | Republikanie             |
| 10    |                        | Arnold Palacios (1955–2025)             | 9 stycznia 2023  | 23 lipca 2025†   | Niezależny               |
| 11    |                        | David M. Apatang (1948–)                | 23 lipca 2025    |                  | Niezależny               |